# Bunwell
Bunwell – wieś w Anglii, w hrabstwie Norfolk, w dystrykcie South Norfolk. Leży 19 km na południowy zachód od Norwich i 140 km na północny wschód od Londynu.
W 2001 miejscowość liczyła 885 mieszkańców.